# Jamison Crowder
Jamison Wesley Crowder (* 17. Juni 1993 in Monroe, North Carolina) ist ein US-amerikanischer American-Football-Spieler auf der Position des Wide Receivers. Aktuell spielt er für die Washington Commanders in der National Football League (NFL).

## Frühe Jahre
Crowder besuchte die Monroe High School in seiner Geburtsstadt, für die er in der Football-, Leichtathletik- und Basketballmannschaft aktiv war. Als Footballspieler kam er vor allem in der Offense zum Einsatz und konnte in seinem letzten Jahr mit dem Ball für 641 Yards und 11 Touchdowns laufen sowie den Ball für 790 Yards und 9 Touchdowns fangen. Nach seinem Highschoolabschluss erhielt er ein Stipendium der Duke University in Durham, North Carolina, für die er von 2011 bis 2014 spielte. Dabei konnte er in den vier Jahren insgesamt den Ball für 3641 Yards und 23 Touchdowns fangen sowie mit dem Ball für 135 Yards und einen Touchdown laufen. 2013 und 2014 wurde er außerdem ins First-Team All-ACC gewählt.

## NFL

### Washington Redskins
Beim NFL-Draft 2015 wurde Crowder in der 4. Runde an 105. Stelle von den Washington Redskins ausgewählt. Bereits in seiner ersten Saison kam er regelmäßig für das Team als Receiver zum Einsatz und wurde nebenbei als Punt Returner eingesetzt. So gab er sein NFL-Debüt am 1. Spieltag der Saison 2015 bei der 10:17-Niederlage gegen die Miami Dolphins, bei dem er direkt einen Pass fangen konnte. Am 3. Spieltag konnte er bei der 21:32-Niederlage gegen die New York Giants erstmals eine Two-Point Conversion nach Pass von Quarterback Kirk Cousins fangen. Daraufhin stand er am 5. Spieltag bei der 19:25-Niederlage gegen die Atlanta Falcons erstmals in der Startformation der Redskins. Bei dem Spiel konnte er 8 Pässe für 87 Yards fangen. Seinen ersten Touchdown in der NFL konnte er schließlich am 10. Spieltag beim 47:10-Sieg gegen die New Orleans Saints erneut nach einem Pass von Kirk Cousins fangen. Am 17. Spieltag konnte er beim 34:23-Sieg gegen die Dallas Cowboys schließlich erstmals Pässe für über 100 Yards fangen, so fing er insgesamt 5 Pässe für 109 Yards und einen Touchdown. Insgesamt konnte er in seiner Rookie-Saison 59 Pässe für 604 Yards und 2 Touchdowns fangen, damit brach er den Rekord im Franchise für die meisten gefangenen Pässe eines Rookies, den vorher Art Monk innehatte. Da die Redskins in dieser Saison 9 Spiele gewannen und nur 7 verloren, konnten sie sich für die Playoffs qualifizieren. Dort gab Crowder in der 1. Runde bei der 18:35-Niederlage gegen die Green Bay Packers sein Debüt, bei dem er 3 Pässe für 15 Yards fing.
In der Saison 2016 kam Crowder immer stärker zum Einsatz und konnte auch vermehrt Touchdowns erzielen. So konnte er am 5. Spieltag beim 16:10-Sieg gegen die Baltimore Ravens 2 Punts für 89 Yards zurücktragen und dabei seinen ersten Punt-Return-Touchdown erzielen. Insgesamt erzielte er 8 Touchdowns. Daran konnte er in der Saison 2017 nicht mehr anknüpfen. Dafür konnte er am 12. Spieltag beim 20:10-Sieg gegen die New York Giants 7 Pässe für 141 Yards und einen Touchdown fangen, bis heute ist dies sein Karrierehöchstwert. In der Saison 2018 verpasste er einige Spiele aufgrund einer Verletzung und konnte auch danach nicht mehr an die Leistungen der Saison 2015 oder 2016 anknüpfen. Nach der Saison wurde Crowder ein Free Agent.

### New York Jets
Daraufhin unterschrieb Crowder am 15. März 2019 einen Vertrag über drei Jahre bei den New York Jets. Für sie gab er am 1. Spieltag der Saison 2019 bei der 16:17-Niederlage gegen die Buffalo Bills sein Debüt. Dabei konnte er insgesamt 14 Pässe für 99 Yards fangen. Crowder blieb den Großteil der Saison Stammspieler für die Jets und konnte auch einige Touchdowns erzielen. Seinen ersten fing er am 9. Spieltag bei der 18:26-Niederlage gegen die Miami Dolphins von Sam Darnold. Am 15. Spieltag konnte er bei der 21:42-Niederlage gegen die Baltimore Ravens erstmals 2 Touchdowns in einem Spiel fangen, beide nach Pässen von Darnold. Dies gelang ihm erneut bei der 28:31-Niederlage gegen die Las Vegas Raiders am 13. Spieltag der Saison 2020. Am 16. Spieltag konnte er beim 23:16-Sieg gegen die Cleveland Browns erneut einen Touchdown fangen, daneben konnte er als Teil eines Trickspielzuges auch erstmals einen Touchdownpass zu seinem Teamkollegen Braxton Berrios werfen.
Auch in der Saison 2021 konnte er seine Erwartungen bei den Jets nicht erfüllen. Nachdem er in den ersten drei Saisonspielen gar nicht zum Einsatz gekommen war, gab er am 4. Spieltag beim 27:24-Sieg gegen die Tennessee Titans sein Saisondebüt, bei dem er auch prompt einen Touchdown von Quarterback Zach Wilson fangen konnte. In den folgenden Spielen kam er zwar gelegentlich zum Einsatz, jedoch nur selten als Starter, außerdem konnte er nur noch einen weiteren Touchdown bei der 17:24-Niederlage gegen die Miami Dolphins am 11. Spieltag fangen.

### Buffalo Bills
Im März 2022 einigte Crowder sich mit den Buffalo Bills auf einen Einjahresvertrag. Er debütierte direkt am 1. Spieltag der Saison 2022 beim 31:10-Sieg gegen die Los Angeles Rams, bei dem er drei Pässe für 28 Yards fing. Von seinem Team wurde er als Wide Receiver und Return Specialist eingesetzt. Am vierten Spieltag bei der Partie gegen die Baltimore Ravens brach er sich jedoch einen Knöchel und fiel anschließend für den Rest der Saison aus. Bei den Bills fing Crowder sechs Pässe für 60 Yards.

### New York Giants
Am 23. März 2023 nahmen die New York Giants Crowder unter Vertrag. Er wurde vor Saisonbeginn Ende August 2023 entlassen.

### Washington Commanders
Am 6. September 2023 nahmen die Washington Commanders, bei denen er bereits von 2015 bis 2018 unter ihrem alten Namen Redskins gespielt hatte, zunächst für ihren Practice Squad unter Vertrag. Drei Tage später wurde er für den ersten Spieltag in den aktiven Kader berufen.

## Karrierestatistiken
| Legende | Legende            |
| ------- | ------------------ |
| Fett    | Karrierehöchstwert |

### Regular Season
| Saison                             | Team             | Spiele | Spiele  | Gefangen  | Gefangen | Gefangen | Gefangen | Gefangen | Gelaufen | Gelaufen | Gelaufen | Gelaufen | Gelaufen | Returns  | Returns | Returns | Returns | Returns | Fumbles | Fumbles   | TD gesamt |
| Saison                             | Team             | Gesamt | Starter | Passfänge | Yards    | Avg      | Lang     | TD       | Versuche | Yards    | Avg      | Lang     | TD       | Versuche | Yards   | Avg     | Lang    | TD      | Gesamt  | Verlorene | TD gesamt |
| ---------------------------------- | ---------------- | ------ | ------- | --------- | -------- | -------- | -------- | -------- | -------- | -------- | -------- | -------- | -------- | -------- | ------- | ------- | ------- | ------- | ------- | --------- | --------- |
| 2015                               | Redskins         | 16     | 6       | 59        | 604      | 10,2     | 44       | 2        | 2        | 2        | 1,0      | 2        | 0        | 31       | 171     | 5,5     | 16      | 0       | 4       | 1         | 2         |
| 2016                               | Redskins         | 16     | 9       | 67        | 847      | 12,6     | 55       | 7        | 2        | −2       | −1,0     | 7        | 0        | 27       | 328     | 12,1    | 85      | 1       | 2       | 1         | 8         |
| 2017                               | Redskins         | 15     | 6       | 66        | 789      | 12,0     | 41       | 3        | 7        | 34       | 4,9      | 11       | 0        | 27       | 171     | 6,3     | 29      | 0       | 6       | 3         | 3         |
| 2018                               | Redskins         | 9      | 7       | 29        | 388      | 13,4     | 79       | 2        | 4        | 30       | 7,5      | 25       | 0        | 2        | 20      | 10,0    | 11      | 0       | 0       | 0         | 2         |
| 2019                               | Jets             | 16     | 12      | 78        | 833      | 10,7     | 41       | 6        | 1        | 4        | 4,0      | 4        | 0        | 0        | 0       | 0,0     | 0       | 0       | 0       | 0         | 6         |
| 2020                               | Jets             | 12     | 7       | 59        | 699      | 11,8     | 69       | 6        | 1        | 14       | 14,0     | 14       | 0        | 1        | 8       | 8,0     | 8       | 0       | 0       | 0         | 6         |
| 2021                               | Jets             | 12     | 4       | 51        | 447      | 8,8      | 29       | 2        | 0        | 0        | 0,0      | 0        | 0        | 0        | 0       | 0,0     | 0       | 0       | 1       | 1         | 2         |
| 2022                               | Bills            | 4      | 0       | 6         | 60       | 10,0     | 16       | 0        | 0        | 0        | 0,0      | 0        | 0        | 10       | 117     | 11,7    | 20      | 0       | 1       | 0         | 0         |
| 2023                               | Commanders       | 17     | 0       | 16        | 159      | 9,9      | 26       | 1        | 0        | 0        | 0        | 0        | 0        | 35       | 278     | 7,9     | 61      | 0       | 2       | 1         | 1         |
| 2024                               | Commanders       | 6      | 1       | 9         | 72       | 8,0      | 12       | 2        | 0        | 0        | 0        | 0        | 0        | 8        | 81      | 10,1    | 23      | 0       | 2       | 1         | 2         |
| Gesamte Karriere                   | Gesamte Karriere | 123    | 52      | 440       | 4898     | 11,1     | 79       | 31       | 17       | 82       | 4,8      | 25       | 0        | 138      | 1174    | 8,2     | 85      | 1       | 18      | 8         | 32        |
| Quelle: pro-football-reference.com |                  |        |         |           |          |          |          |          |          |          |          |          |          |          |         |         |         |         |         |           |           |

### Postseason
| Saison                             | Team             | Spiele | Spiele  | Gefangen                        | Gefangen                        | Gefangen                        | Gefangen                        | Gefangen                        | Gelaufen                        | Gelaufen                        | Gelaufen                        | Gelaufen                        | Gelaufen                        | Returns                         | Returns                         | Returns                         | Returns                         | Returns                         | Fumbles                         | Fumbles                         | TD gesamt                       |
| Saison                             | Team             | Gesamt | Starter | Passfänge                       | Yards                           | Avg                             | Lang                            | TD                              | Versuche                        | Yards                           | Avg                             | Lang                            | TD                              | Versuche                        | Yards                           | Avg                             | Lang                            | TD                              | Gesamt                          | Verlorene                       | TD gesamt                       |
| ---------------------------------- | ---------------- | ------ | ------- | ------------------------------- | ------------------------------- | ------------------------------- | ------------------------------- | ------------------------------- | ------------------------------- | ------------------------------- | ------------------------------- | ------------------------------- | ------------------------------- | ------------------------------- | ------------------------------- | ------------------------------- | ------------------------------- | ------------------------------- | ------------------------------- | ------------------------------- | ------------------------------- |
| 2015                               | Redskins         | 1      | 1       | 3                               | 15                              | 5,0                             | 6                               | 0                               | 0                               | 0                               | 0,0                             | 0                               | 0                               | 1                               | 5                               | 5,0                             | 5                               | 0                               | 0                               | 0                               | 0                               |
| 2022                               | Bills            | 0      | 0       | verletzungsbedingt ohne Einsatz | verletzungsbedingt ohne Einsatz | verletzungsbedingt ohne Einsatz | verletzungsbedingt ohne Einsatz | verletzungsbedingt ohne Einsatz | verletzungsbedingt ohne Einsatz | verletzungsbedingt ohne Einsatz | verletzungsbedingt ohne Einsatz | verletzungsbedingt ohne Einsatz | verletzungsbedingt ohne Einsatz | verletzungsbedingt ohne Einsatz | verletzungsbedingt ohne Einsatz | verletzungsbedingt ohne Einsatz | verletzungsbedingt ohne Einsatz | verletzungsbedingt ohne Einsatz | verletzungsbedingt ohne Einsatz | verletzungsbedingt ohne Einsatz | verletzungsbedingt ohne Einsatz |
| 2024                               | Commanders       | 3      | 1       | 3                               | 29                              | 9,7                             | 13                              | 0                               | 0                               | 0                               | 0,0                             | 0                               | 0                               | 1                               | 17                              | 17,0                            | 17                              | 0                               | 0                               | 0                               | 0                               |
| Gesamte Karriere                   | Gesamte Karriere | 4      | 2       | 6                               | 44                              | 7,3                             | 13                              | 0                               | 0                               | 0                               | 0,0                             | 0                               | 0                               | 2                               | 22                              | 11,0                            | 17                              | 0                               | 0                               | 0                               | 0                               |
| Quelle: pro-football-reference.com |                  |        |         |                                 |                                 |                                 |                                 |                                 |                                 |                                 |                                 |                                 |                                 |                                 |                                 |                                 |                                 |                                 |                                 |                                 |                                 |